# XVII саммит БРИКС
XVII саммит БРИКС — встреча глав государств объединения БРИКС, которая прошла в Бразилии — городе Рио-де-Жанейро — с 6 по 7 июля 2025 года. На момент проведения саммита членство в БРИКС подтвердили 10 государств: Бразилия, Россия, Индия, Китай, Южно-Африканская Республика, Египет, Индонезия, Иран, Объединённые Арабские Эмираты и Эфиопия.

## Подготовка
Российскую делегацию также, как и на саммите в Йоханнесбурге в 2023 году, возглавил министр иностранных дел Сергей Лавров, а президент Владимир Путин принял участие в работе саммита—2025 в режиме видеоконференции.
Председатель КНР Си Цзиньпин также пропустил саммит—2025. Вместо него делегацию из Поднебесной возглавил премьер-министр Ли Цян.

## Участники

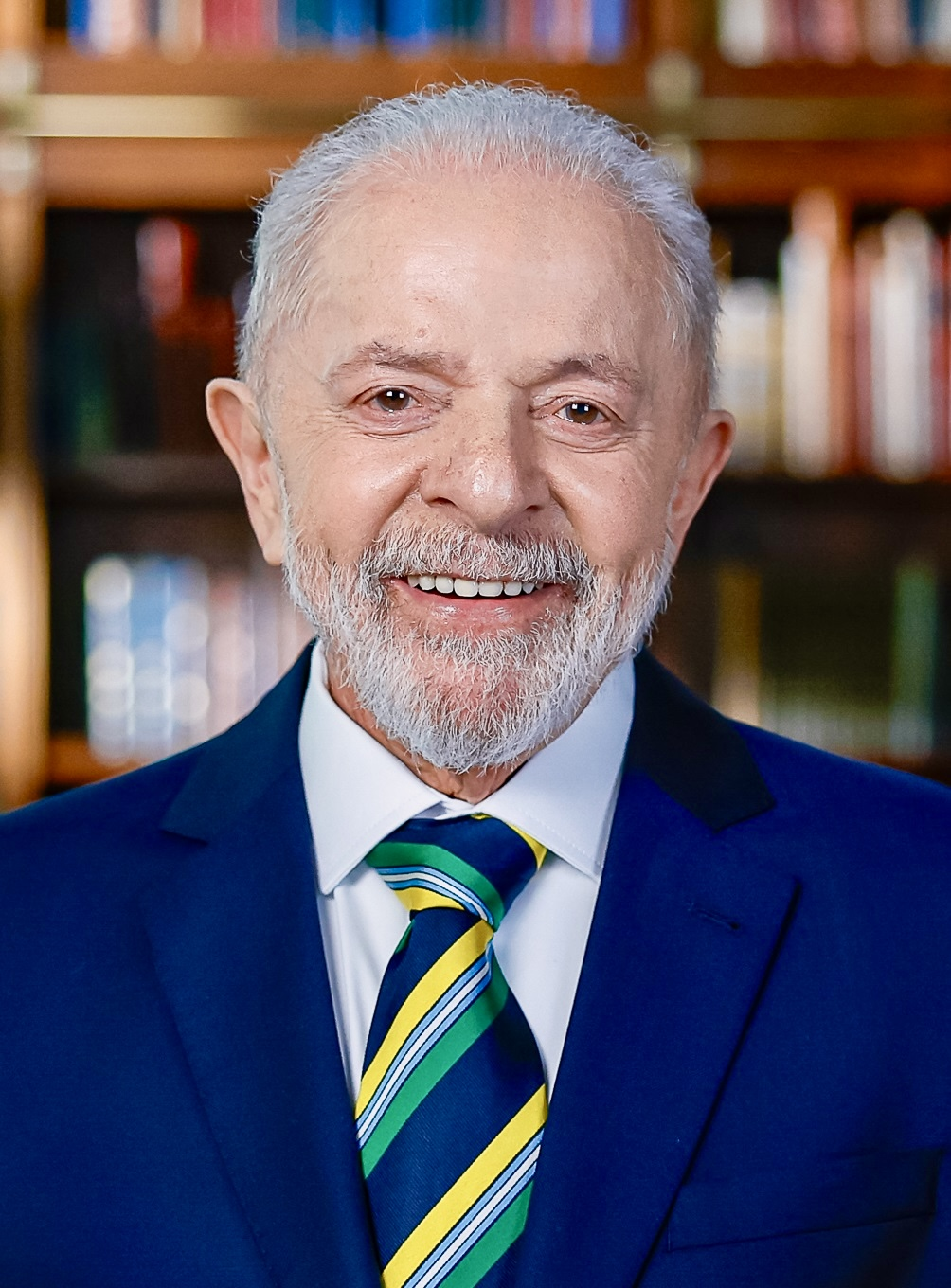
BRA Президент Бразилии Луис Инасиу Лула да Силва (Хозяин)
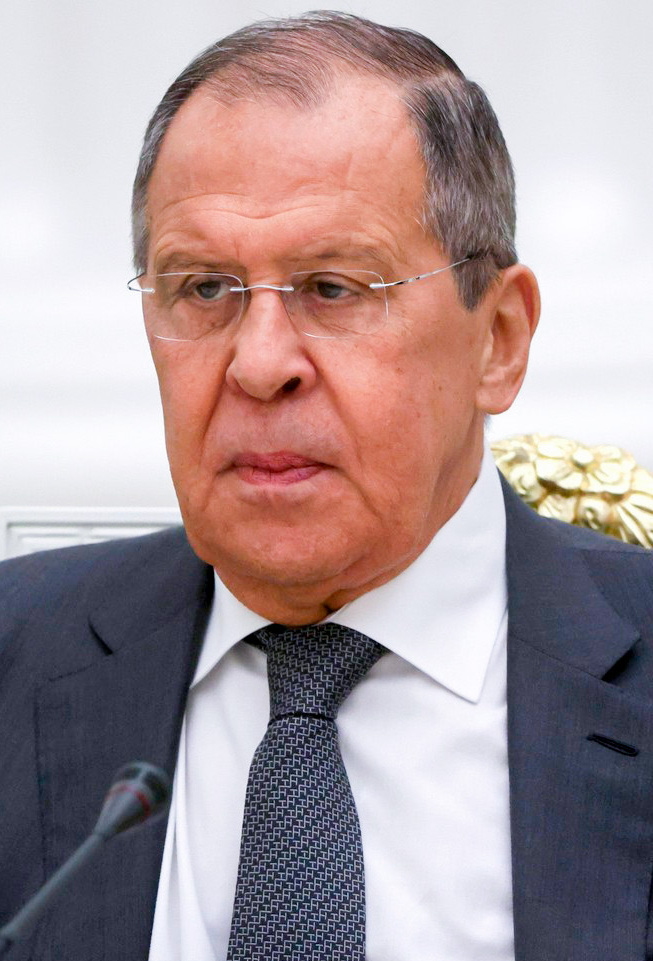
RUS Министр иностранных дел Сергей Викторович Лавров
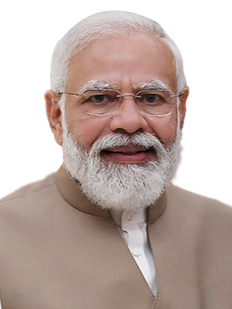
IND Премьер-министр Индии Нарендра Моди
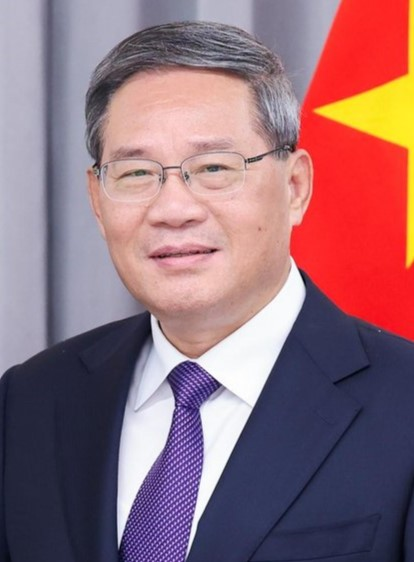
CHN Премьер-министр КНР Ли Цян
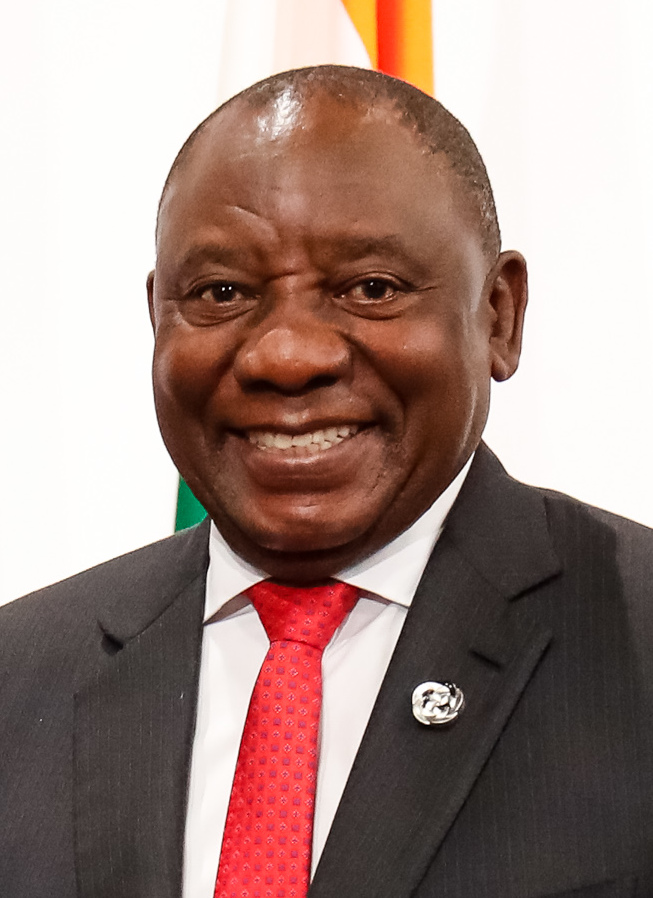
SAF Президент ЮАР Сирил Рамафоса
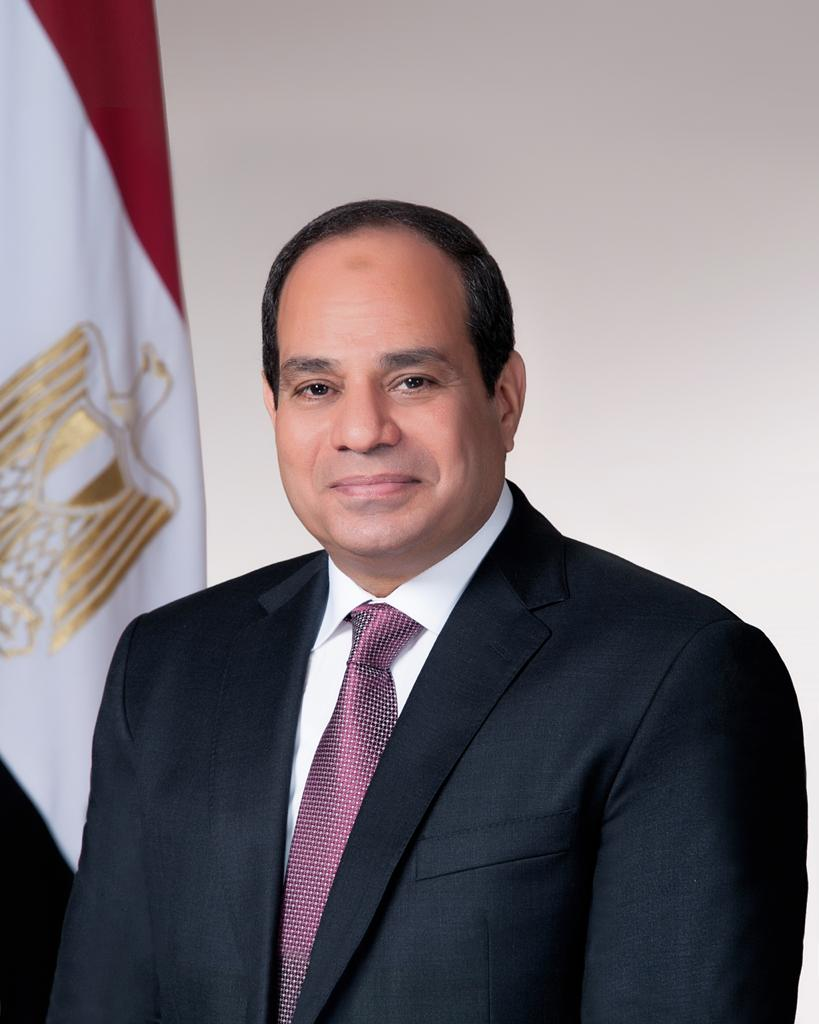
EGY Президент Египта Абдул-Фаттах ас-Сиси
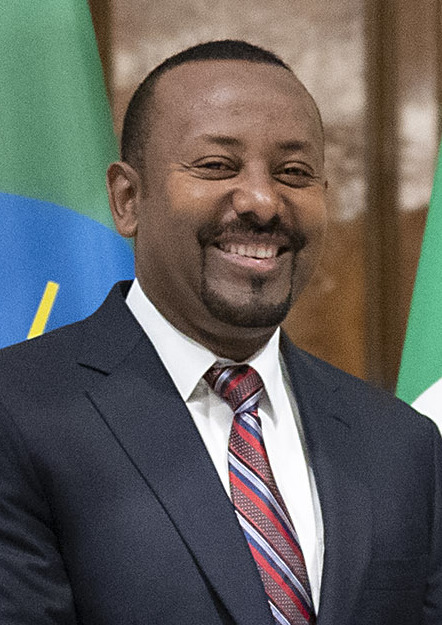
ETH Премьер-министр Эфиопии Абий Ахмед Али
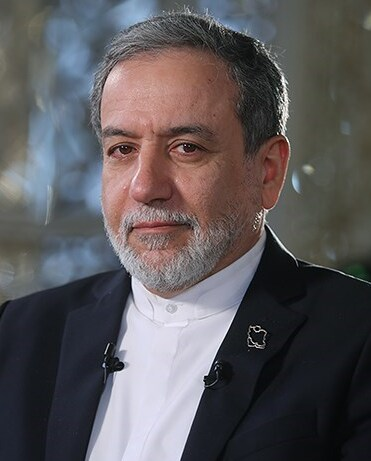
IRI Министр иностранных дел Ирана Аббас Аракчи
IDN Президент Индонезии Прабово Субианто
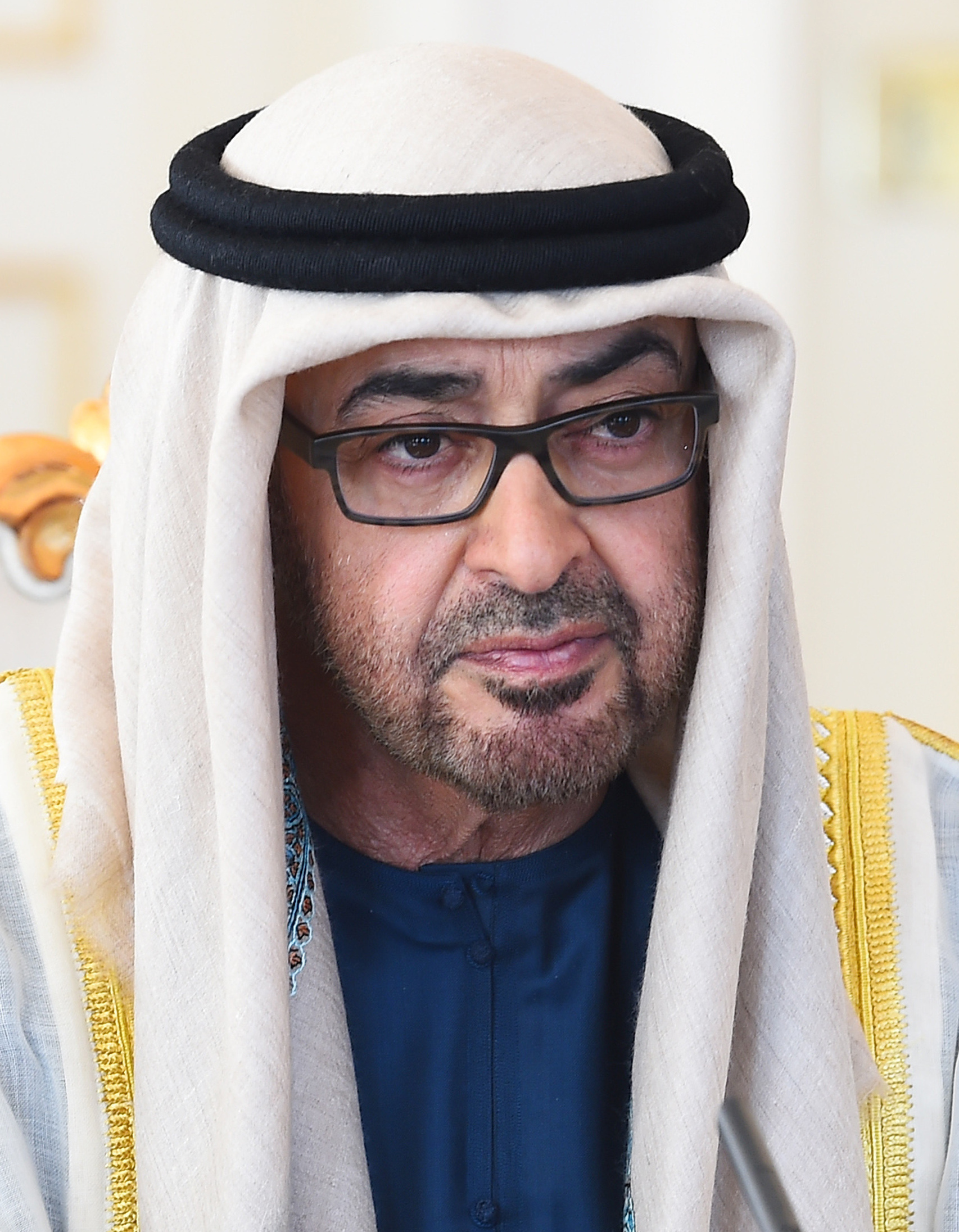
UAE Президент ОАЭ Мухаммад ибн Заид Аль Нахайян

- Бразилия
Президент Бразилии Луис Инасиу Лула да Силва (Хозяин)
- Россия
Министр иностранных дел Сергей  Викторович Лавров
- Индия
Премьер-министр Индии Нарендра Моди
- Китай
Премьер-министр КНР Ли Цян
- ЮАР
Президент ЮАР Сирил Рамафоса
- Египет 
Президент Египта Абдул-Фаттах ас-Сиси
- Эфиопия
Премьер-министр Эфиопии Абий Ахмед Али
- Иран
Министр иностранных дел Ирана Аббас Аракчи
- Индонезия
Президент Индонезии Прабово Субианто
- ОАЭ
Президент ОАЭ Мухаммад ибн Заид Аль Нахайян